# Alain Lemercier
 (septembre 2011).
Si vous disposez d'ouvrages ou d'articles de référence ou si vous connaissez des sites web de qualité traitant du thème abordé ici, merci de compléter l'article en donnant les références utiles à sa vérifiabilité et en les liant à la section « Notes et références ».
Alain Lemercier (né le 11 janvier 1957 à Flers) est un athlète français spécialiste de la marche athlétique.

## Carrière
Le 1er juillet 1972, il devient champion de France du 3 000 mètres marche minime en 14 min 28 s. L'année suivante, il devient champion de France cadet sur le 5 000 mètres marche. En 1973, il obtient sa première sélection en équipe de France. Il restera un des piliers de l'équipe de France jusqu'à sa dernière sélection en 1998. Pendant cette période il obtiendra 48 sélections (13 chez les jeunes + 35 capes chez les séniors).
Il participe à deux Jeux olympiques :
- 16e à Séoul en 1988 sur 50 km marche
- 16e à Barcelone en 1992 sur 50 km marche

Il participe aux championnats du monde :
- 23e à Rome en 1987 sur 50 km marche

Il participe à trois championnats d'Europe :
- 14e à Stuttgart en 1986 sur 50 km marche
- Abandon à Split en 1990 sur 50 km marche
- 13e à Helsinki en 1994 sur 50 km marche

### Records
À la marche, ses records personnels sont :
- 5 000 m : 20 min 00 s 17
- 10 km : 41 min 16 s 60
- 1 heure : 14,437 km
- 20 km : 1 h 24 min 56 s
- 30 km : 2 h 14 min 55 s 5
- 35 km : 2 h 34 min 44 s
- 50 km : 3 h 49 min 29 s 7